# Staveley, Cumbria
Staveley är en by i Cumbria i England. Byn ligger 58 km från Carlisle. Orten har 1 431 invånare (2015).